# Paul G
Paulo George Marques João (Luanda, 31 de Março de 1975), mais conhecido pelo seu nome artístico de Paul G é um cantor, compositor e produtor musical angolano.
Foi membro  do grupo SSP, junto com Big Nelo, Jeff Brown e Kudy

## Discografia

### Álbuns
- 2008 – Transition
- 2011 – The Feeling